# Johann Rudolph Müller von Andolfingen
Johann Rudolph Müller von Andolfingen, auch nur Müller, von Müller oder von Müller von Amsoldingen (* 15. September 1737 in Bern; † Februar 1793 in Amsoldingen) war ein Schweizer Landmajor und preußischer Oberst. 

## Leben

### Herkunft und Familie
Müller stammte aus einer Berner Familie. Seine Eltern waren der Ohmgeltner, Vogt zu Fraubrunnen, Geleitsherr Wolfgang Müller (1695–1755) und Susanna Elisabeth Hunziker (1706–1781). Seit 1783 durfte die Familie nach Berner Großratsbeschluss die Adelsbezeichnung führen. Im Jahr 1761 vermählte er sich mit Maria Margaretha Wild (1738–1738), mit der er acht Kinder hatte, darunter den Oberst bei der britischen Ostindiengesellschaft Friedrich Rudolf Müller (1767–1816). Mit Magdalena Hirsig hatte er einen weiteren natürlichen Sohn.

### Werdegang
Müller war zunächst Berner Landmajor, war mit der Führung der 1767 eingeführten Jäger und Scharfschützen und der Organisation leichter Truppen beauftragt, wurde aber 1782 wegen Werbungen für England seines Postens entsetzt und verbannt.
Müller trat daraufhin in die preußischen Dienste ein und erhielt am 17. Dezember 1785 sein Patent zum Oberst. Müller galt als Propagandist der sogenannten Jägertaktik. Er erhielt von König Friedrich II. den Auftrag, ein zehn Kompanien starkes leichtes Infanterieregiment, das spätere kurzzeitige Infanterieregiment „Schweizerregiment“ Nr. 3, zu errichten. Die Offiziere diese Regiments bestanden fast ausschließlich aus Schweizern. König Friedrich Wilhelm II. ernannte von Müller zum Chef des in Xanten und Goch stationierten Regiments. Bereits Mitte 1787 wurden aus dem „Schweizerregiment“ in Magdeburg die Füsilierbataillone Nr. 18, 19 und 20 gebildet. 
Müller zog sich daraufhin auf seine im Kanton Bern gelegenen Probsteigüter in Amsoldingen zurück, nach denen er seinen Namen ergänzte und wo er auch verstarb.